# Rhynchostegium hopfferi
Rhynchostegium hopfferi là một loài Rêu trong họ Brachytheciaceae. Loài này được (Welw. & Duby) A. Gepp miêu tả khoa học đầu tiên năm 1901.